# Personaggi di Mashle
Questa è una lista dei personaggi di Mashle, manga scritto e disegnato da Hajime Komoto. Gli stessi compaiono anche nella serie televisiva anime e in tutti i media derivati.

## Dormitorio Adler
Mash Burnedead (マッシュ・ヴァンデッド?, Masshu Vandeddo)
Doppiato da: Chiaki Kobayashi (ed. giapponese), Ezio Vivolo (ed. italiana)
Protagonista della storia. Inspiegabilmente nato senza poteri, viene nascosto dal nonno adottivo in una foresta. Dopo essere stato scoperto dal poliziotto Brad Coleman, Mash è costretto a iscriversi all'Accademia Magica Easton per non far trapelare la notizia. È un ragazzo estremamente forte, che ama fare esercizio per aumentare la sua forza fisica (in modo da compensare la mancanza di magia). Ha un carattere serio e impassibile, ma è sempre pronto a combattere per aiutare le persone a cui vuole più bene, anche se ciò comporta degli svantaggi. Nonostante non riesca a usare la magia, per qualche motivo riesce a neutralizzarla facilmente usando la sua forza. Ha un debole per i bignè alla crema.
Finn Ames (フィン・エイムズ?, Fin Eimuzu)
Doppiato da: Reiji Kawashima (ed. giapponese), Massimo Di Benedetto (ed. italiana)
Timido compagno di stanza di Mash. Tende ad aver paura di qualsiasi avversario sia più forte di lui. È il primo studente a diventare amico di Mash dopo l'esame di ammissione. Suo fratello Rayne è un'illuminato divino (un titolo che solo gli studenti migliori possiedono). La sua magia personale gli permette di scambiare le posizioni degli oggetti.
Lance Crown (ランス・クラウン?, Ransu Kuraun)
Doppiato da: Kaito Ishikawa, Reo Osanai (da bambino) (ed. giapponese), Federico Viola, Annalisa Longo (da bambino) (ed. italiana)
Membro della classe di Mash, inizialmente si scontra con lui per testare la sua forza, ma dopo lo scontro diventa velocemente suo amico. Ha un carattere serio e protettivo, anche se quando vuole è molto gentile e pronto ad aiutare. Si iscrive alla Easton per salvare la sorellina, Anna, che a causa di una malattia che prosciuga i poteri magici rischia di venire portata via dal Consiglio della Magia. È un raro umano con due marchi magici, caratterizzato da un potere magico più alto rispetto a un umano con un singolo marchio. Utilizza una magia gravitazionale chiamata Graviole.
Lemon Irvine (レモン・アーヴィン?, Remon Āvuin)
Doppiata da: Reina Ueda (ed. giapponese), Giulia Maniglio (ed. italiana)
Proviene da una famiglia povera, e si iscrive alla Easton proprio per aiutare economicamente la famiglia. A causa di alcune minacce da parte di un professore, è costretta ad ostacolare Mash durante la prova di ammissione, ma quando questo poco dopo le salva la vita, lei decide di rivelare al preside ciò che è accaduto. Ha una cotta per Mash, anche dovuta al fatto che, dopo averla salvata, ha frainteso una sua frase e si è convinta che i suoi sentimenti siano ricambiati. Ha un carattere dolce, ma anche pauroso, e tende ad esagerare nelle conversazioni. La sua magia personale le permette di creare manette e altri tipi di equipaggiamento vincolante come catene e manette.
Dot Barrett (ドット・バレット?, Dotto Baretto)
Doppiato da: Takuya Eguchi (ed. giapponese), Mattia Bressan (ed. italiana)
Studente del primo anno, utilizza Explomb, una magia che causa esplosioni. È molto scontroso, ha un atteggiamento provocatorio nei confronti di chiunque possa oscurarlo di fronte agli altri. Cerca spesso di fare una buona impressione sulle ragazze (fallendo miseramente il più delle volte). Dopo essere stato protetto da Mash, durante uno scontro con Silva del dormitorio Lang, si unisce al suo gruppo, sforzandosi almeno con loro di mantenere un atteggiamento appropriato. Possiede inoltre il raro potere chiamato "Ira Kruz", il quale, nelle situazioni di pericolo, manifesta una croce sulla fronte che aumenta notevolmente il suo potere magico.
Rayne Ames (レイン・エイムズ?, Rein Eimuzu)
Doppiato da: Yuki Kaji (ed. giapponese), Jacopo Calatroni (ed. italiana)
Rayne è il membro più recente degli Illuminati Divini e il fratello maggiore di Finn. Ha una personalità seria, ma ha un debole per i conigli, si prende cura di Finn e Mash ed è piuttosto credulone. La sua magia personale gli permette di creare e manipolare delle spade.
Tom Knowles (トム・ノエルズ?, Tomu Noeruzu)
Doppiato da: Wataru Komada (ed. giapponese), Alessandro Fattori (ed. italiana)
Tom è uno studente del dormitorio e un membro del team di Duelo. Similmente a Dot, è una persona dal sangue caldo, ma è molto più amichevole ed energico. Una delle stranezze del personaggio è la sua strana abitudine di paragonare le persone al bambù.
Max Land (マックス・ランド?, Makkusu Rando)
Doppiato da: Makoto Furukawa (ed. giapponese), Maikol Carlini (ed. italiana)
Max è uno studente del dormitorio e un candidato al titolo di Visionario Divino. È un buon amico di Rayne poiché si è unito agli esami per diventare visionario divino allo scopo di proteggere i suoi compagni, a cui tiene molto. La sua magia personale gli permette di manipolare le dimensioni degli oggetti.

## Dormitorio Lang
Magia Lupus (マギアループス?, Magia Rūpusu)
Antagonisti iniziali della storia. Si tratta di un'organizzazione segreta di maghi con sede nel dormitorio Lang, che puntano a diventare un'élite, rubando i gettoni degli altri studenti in modo da accumularne il più possibile. Si tratta di soggetti estremamente potenti nell'uso della magia (nonostante due dei loro membri, scontrandosi con Mash e Lance, vengano rapidamente sconfitti) che non si fanno scrupoli ad usare i loro poteri contro gli altri ed eliminare gli alleati ritenuti deboli, pur di raggiungere i loro obiettivi.
Abel Walker (アベル・ウォーカー?, Aberu Wōkā)
Doppiato da: Yūichirō Umehara, Reo Osanai (da bambino) (ed. giapponese) e Davide Fazio, Ilaria Silvestri (da bambino) (ed. italiana)
Il prefetto del dormitorio e il capo della Magia Lupus. Abel è un nobile che crede che tutti gli umani, incluso se stesso, siano semplici bestie che devono essere controllate. Possiede anche un odio per i plebei a causa del fatto che sua madre è stata uccisa da uno di loro nonostante abbia cercato di aiutarli. La sua magia personale gli permette di creare, manipolare e trasformare le persone in pupazzi.
Abyss Razer (アビス・レイザー?, Abisu Reizā)
Doppiato da: Hiroki Nanami (ed. giapponese) e Ilaria Silvestri (ed. italiana)
La seconda zanna della Magia Lupus e il migliore amico di Abel. A causa del "malocchio" (un'abilità speciale che consente all'utilizzatore di annullare temporaneamente la magia altrui), Abyss è stato temuto e odiato dalla società per tutta la vita fino a quando non ha incontrato Abel, portandolo a essere incredibilmente imbarazzato riguardo al suo occhio e perennemente fedele a lui. La sua magia personale gli permette di evocare frecce che gli consentono di muoversi a velocità troppo elevate per essere catturate dall'occhio.
Silva Iron (シルバ・アイアン	?, Shiruba Aian)
Doppiato da: Toshiki Masuda (ed. giapponese) e Ivan Spada (ed. italiana)
Un ragazzo del secondo anno, legato al Magia Lupus. È una testa calda, cerca spesso lo scontro con gli altri studenti e prova piacere nel vederli soffrire. Verrà sconfitto da Mash. Una volta tornato dai suoi superiori, verrà punito e trasformato in una bambola di legno, salvo poi essere salvato poco dopo proprio da Mash. Utilizza una magia che controlla i metalli.
Wirth Mádl (ワース・マドル?, Wāsu Madoru)
Doppiato da: Kent Ito (ed. giapponese) e Gianandrea Muià (ed. italiana)
La terza zanna della Magia Lupus. Dato che suo padre è un membro di alto rango del Consiglio della Magia e suo fratello maggiore è un Visionario Divino, Wirth è sottoposto a molte pressioni per salire più in alto nella società. La sua magia personale gli permette di manipolare il fango.
Milo Genius (マイロ・ジェーニアス?, Mairo Jēniasu)
Doppiato da: Shūichirō Umeda (ed. giapponese), Sebastiano Tamburrini (ed. italiana)
La quarta zanna della Magia Lupus. È del primo anno ed è considerato un prodigio tra i Magia Lupus. La sua magia personale gli permette di manipolare la pietra.
Love Cute (ラブ・キュート?, Rabu Kyūto)
Doppiata da: Aoi Koga (ed. giapponese), Giada Sabellico (ed. italiana)
La quinta zanna della Magia Lupus. È arrogante e crede che tutti esistano per servirla. La sua magia personale le permette di evocare i tornado.
Andrew Olore (オロル・アンドリュー?, Ororu Andoryū)
Doppiato da: Kenji Nomura (ed. giapponese), Davide Quartini (ed. italiana)
La sesta zanna della Magia Lupus. Nonostante il suo aspetto insolito, Olore è in realtà un tipo molto semplice. La sua magia personale gli permette di creare una dimensione tascabile sottomarina e di trasformarsi in uno squalo.
Anser Shinri (アンサー・シンリ?,  Ansã Shinri)
Doppiato da: Kengo Kawanishi (ed. giapponese), Alessio Talamo (ed. italiana)
La settima Zanna della Magia Lupus. Ha la particolarità di esprimere frasi ovvie come se fossero concetti profondi. La sua magia personale gli permette di controllare degli shuriken giganti.

## Dormitorio Orca
Margarette Macaron (マーガレット・マカロン?, Magaretto Makaron)
Doppiato da: Takehito Koyasu (ed. giapponese), Paolo De Santis (ed. italiana)
Il prefetto del dormitorio e una doppia riga, avendo una linea a forma di chiave di violino sul lato destro del viso e una semiminima sotto l'occhio sinistro. Inizialmente presentato come un uomo alto e muscoloso con un taglio di capelli molto corti, durante il suo scontro contro Mash nel secondo round dell'esame rivela la sua vera forma di un ragazzo minuto con i capelli mossi. È ossessionato dalla salsa tartara e dai forti avversari, credendo che "la noia sia la morte". La sua magia personale gli permette di manipolare il suono.
Carpaccio Luo-Yang (カルパッチョ・ローヤン?, Karupaccho Rōyan)
Doppiato da: Koki Uchiyama (ed. giapponese), Stefano Pozzi (ed. italiana)
Uno studente scelto da un bacchetta speciale. La sua magia gli permette di trasferire i danni che subisce ai suoi nemici. In combinazione con la sua bacchetta, ciò consente a Carpaccio di colpire di sorpresa i suoi avversari attaccando se stesso con un pugnale, senza subire alcun dolore o ferita.
Rhodes Eamus (ロードスエイムズ?, Rōdosu Eimuzu)
Doppiato da: Taito Ban (ed. giapponese), Jona Mennite (ed. italiana)
Utilizzatore di una magia del magma. Affronta un membro del Magia Lupus, da cui però viene facilmente sconfitto.

## Illuminati divini
È un titolo dato agli studenti più eccezionali dell'Accademia Magica Easton, venerati come scelti da Dio una volta all'anno. Sono al centro del Consiglio della Magia e sono quindi considerati alcune delle persone più influenti del paese
Ryoh Grantz (ライオ・グランツ?, Raio Gurantsu)
Doppiato da: Junichi Suwabe (ed. giapponese) e Samuele Torrigiani (ed. italiana)
L'illuminato della luce e capitano delle forze di sicurezza magiche. È molto vanitoso, considerandosi l'uomo più bello e il più grande utilizzatore di magia, ma è incredibilmente abile, gentile e solidale nei confronti dei cittadini e di chiunque ritenga meritevole e funge da alleato di Mash. La sua magia personale gli permette di manipolare fasci di luce incredibilmente veloci e potenti, che possono tagliare qualsiasi cosa.
Orter Mádl (オーター・マドル?, Ōtā Madoru)
Doppiato da: Yūki Ono (ed. giapponese) e  Matteo Garofalo (ed. italiana)
L'illuminato del deserto e un membro dell'amministrazione dei poteri magici. È il fratello maggiore di Wirth Mádl di Magia Lupus. È crudele e spietato, disposto a ricorrere a misure estreme per mantenere l'attuale ordine mondiale e complotta per uccidere Mash. La sua magia personale gli permette di manipolare la sabbia, garantendogli un'incredibile versatilità sia in attacco che in difesa.
Kaldo Gehenna (カルド・ゲヘナ?, Karudo Gehena)
Doppiato da: Nobunaga Shimazaki (ed. giapponese) e Dario Sansalone (ed. italiana)
L'illuminato delle fiamme e capo dell'amministrazione dei talenti magici. Nonostante la sua allegria, Kaldo è duro e astuto, ma ha una predilezione per il miele e ne aggiunge quantità ridicole a tutto ciò che mangia, anche sashimi. La sua magia personale gli permette di manipolare il fuoco e brandisce una spada incantata da fiamme nere che bruciano eternamente qualsiasi cosa la lama tocchi.
Renatus Revol (レナトス・リボル?, Renatosu Riboru)
Doppiato da: Kishō Taniyama e Andrea Colombo Giardinelli (ed. italiana)
L'illuminato immortale e un membro dell'amministrazione dei cimiteri magici. È piuttosto pigro, piagnucoloso e smemorato, ma è incredibilmente potente, anche tra gli illuminati. Viene sconfitto da Doom. La sua magia personale gli permette di evocare parti del corpo di non morti e lo rende immortale, in grado di rigenerarsi da ogni possibile ferita.
Tsurara Halestone (ツララ・ヘイルストーン?, Tsurara Heirusutōn)
Doppiata da: Tomori Kusunoki (ed. giapponese) e Chiara Leoncini (ed. italiana)
L'illuminata del ghiaccio e un membro dell'amministrazione di ricerca magica. È timida, goffa e sempre fredda. Viene sconfitta da Epidem. La sua magia personale le permette di congelare qualsiasi cosa, anche se si risente e vorrebbe invece che la sua magia fosse legata al caldo.
Agito Tyrone (アギト・タイロン?, Agito Tairon)
L'illuminato del drago e un membro dell'amministrazione delle creature magiche. È tranquillo ed emotivo, credendo che la vita stessa sia intrinsecamente egoista, peccaminosa e dolorosa e di conseguenza soffra di una crisi esistenziale. Viene sconfitto da Famin. La sua magia personale gli permette di controllare il suo drago domestico e trasformarlo in una forma più grande.
Sophina Biblia (ソフィナ・ブリビア?, Sofina Biburia)
Doppiata da: Saori Hayami (ed. giapponese) e Elisa Giorgio (ed. italiana)
L'illuminata della conoscenza e un membro dell'amministrazione dei testi proibiti. È calma, educata e logica. Viene sconfitta da Delisaster. La sua magia personale le permette di manipolare le parole e, di conseguenza, le azioni dei suoi bersagli.

## Innocent Zero
Innocent Zero (イノセントゼロ?, Inosento Zero) è un'organizzazione criminale di utilizzatori di magia oscura le cui attività criminali vanno dalla cospirazione, all'omicidio di massa, al traffico di esseri umani e al contrabbando di creature magiche e droghe. Sono i principali antagonisti della storia.
Innocent Zero (イノセントゼロ?, Inosento Zero)
Doppiato da: Shin'ichirō Miki (ed. giapponese), Lorenzo Scattorin (ed. italiana)
Il capo dell'omonima organizzazione criminale che prende il nome da lui, e il principale antagonista della storia. Ha il potere di cambiare il suo aspetto e di solito assume la forma di un umano senza volto. Cercando di diventare l'essere umano definitivo, Innocent Zero ha rubato innumerevoli magie e ha generato sei figli da sacrificare per ottenere un corpo immortale, e Mash è il più giovane di loro. La sua magia personale gli permette di manipolare il tempo.
Cell War (セル・ウォー?, Seru Wō)
Doppiato da: Natsuki Hanae (ed. giapponese), Matteo de Mojana (ed. italiana)
Un clone umano creato da Innocent Zero. È crudele e sadico, ma viene facilmente ferito da commenti sprezzanti o meschini. La sua magia personale gli permette di creare e manipolare il carbonio e, per estensione, i diamanti.
Doom (ドゥウム?, Dūmu)
Il figlio maggiore di Innocent Zero. Ha una personalità sorprendentemente nobile. Doom si diverte a combattere e preferisce non affrontare gli avversari più deboli, ma segue ogni comando del padre, anche se lo mette contro avversari più deboli. Brandisce un'enorme spada chiamata Caladbolg, ed usa il suo potere magico per aumentare le sue capacità fisiche a livelli disumani, superando persino la forza di Mash. È possibile che usi la sua magia anche par amplificare i suoi sensi e percepire la magia poiché, come rivela egli stesso, è cieco dalla nascita. La sua magia personale gli permette di rispecchiare i suoi movimenti e di creare duplicati speculari di se stesso, per attaccare i suoi nemici alla sprovvista. Sembra che lo usi raramente, poiché la sua forza naturale normalmente è sufficiente per abbattere i suoi avversari.
Famin (ファーミン?, Famin)
Il secondo figlio di Innocent Zero. È contorto, sadico, egoista e completamente imprevedibile; tanto che anche i suoi stessi familiari sono diffidenti nei suoi confronti. La sua magia personale gli permette di rendere le cose invisibili. Applica questo potere per attaccare con un set di carte da gioco, che servono anche collettivamente come sua bacchetta.
Epidem (エピデム?, Epidemu)
Il terzo figlio di Innocent Zero. Ha un amore incredibile per il budino, lodandolo con delle canzoni, e cade in una rabbia folle quando viene rovinato. Ha persino formato un'intera religione attorno ad esso. Normalmente si comporta in modo educato, ma questo nasconde il suo sadismo. La sua magia personale gli permette di creare e manipolare l'orichalcum.
Deliaster (デリザスタ?, Derizasuta)
Il quarto figlio di Innocent Zero. È estremamente rilassato, narcisista e non prende mai nulla sul serio a causa del suo incredibile potere e abilità. È anche un grande festaiolo. La sua magia personale gli permette di creare e controllare delle armi inastate.
Jon Pierre (ジョン・ピエール?, Jon Piēru)
Doppiato da: Satoru Ito (ed. giapponese), Davide Fumagalli (ed. italiana)
Un serial killer e cannibale che è stato rinchiuso a Hecatrice e parla con tono dignitoso. La sua magia personale permette di creare giganteschi utensili da cucina.
Sitter Baby (シッターべイビー?, Shittā Beibī)
Doppiato da: Tatsumaru Tachibana (ed. giapponese)
Un uomo sadico e codardo, la cui magia personale gli consente di trasformare se stesso o gli altri in bambini, privi di qualsiasi esperienza o abilità.
Necross Mance (ネクロス・マンス?, Nekurosu Mansu)
Doppiato da: Masaaki Mizunaki (ed. giapponese)
Un inquietante mago vestito da prete. Ha due segni magici, che appaiono sotto ciascuno dei suoi occhi, correndo diagonalmente sulle sue guance. La sua magia personale gli permette di controllare gli altri, usando i fili e persino usare la loro magia.

## Consiglio della Magia
Wahlberg Baigan (ウォールバーグ・バイガン?, Uōrubāgu Baigan)
Doppiato da: Mugihito (ed. giapponese), Mario Scarabelli, Antonio Paiola (ep.2x05-06) (ed. italiana)
Un anziano mago, preside dell'Accademia Magica Easton. È gentile e calmo, ma non ha alcuna paura di utilizzare i suoi poteri per riprendere o punire i suoi studenti o sottoposti. È utilizzatore esperto di un gran numero di magie, alcune delle quali padroneggiate solo da lui. È molto gentile e tollerante nei confronti di Mash, arrivando anche a coprire alcuni suoi danni pur di farlo rimanere all'accademia. Lui, insieme a Meliadoul e Innocent Zero, faceva parte del gruppo di allievi di Adam Jobs, il mago che ha costruito l'attuale società. La sua magia personale gli permette di manipolare lo spazio.

## Accademia Walkis
Una delle prime tre scuole di magia che crede che il potere sia tutto. Si presume che la scuola sia finanziata da Innocent Zero o da una fazione vicina.
Domina Blowelive (ドミナ・ブローライブ?, Domina Burōraibu)
Il miglior studente della Walkis e il quinto figlio di Innocent Zero. Malgrado sembri calmo e raccolto, questa è una facciata per nascondere la sua immensa rabbia e odio, e cerca di guadagnarsi l'approvazione di suo padre. Dopo che Mash lo ha sconfitto a piena potenza, Innocent Zero arriva nell'arena con suo figlio, Doom e ha continuato a combattere finché non hanno percepito la presenza di diversi illuminati. Di conseguenza, Innocent Zero ha scatenato il magma sul Mash ormai esausto; dopo aver sperimentato il primo pizzico di genuina gentilezza da parte di chiunque, Domina ha sacrificato la sua vita per far scappare Mash. La sua magia personale gli permette di manipolare l'acqua in modi devastanti, come una prigione d'acqua, laser ad alta pressione e trasformarsi in acqua per evitare tutti i danni.
Lévis Rosequartz (レヴィ・ローズクォーツ?, Revi Rōzukwōtsu)
Il figlio del Capo dell'Ufficio della Magia. Crede che il valore e il potere delle persone siano decisi dalla nascita dalla loro posizione nella società ed è disposto a compiere qualsiasi atto per emergere. Questa convinzione deriva dall'educazione di Lévis con suo fratello gemello, che era superiore a lui ma nascondeva i suoi talenti in modo che Lévis non fosse più il bersaglio degli abusi del padre. Indossa una benda sull'occhio. Ha due magie personali: una gli permette di manipolare il magnetismo e creare magneti di varie forme; l'altra gli permette di manipolare l'elettricità.
Charles Contini (シャルル・コンティーニ?, Sharuru Kontīni)
Uno studente con un grave complesso materno, in contrasto con il complesso della sorella di Lance. La sua magia personale gli permette di creare portali, collegando efficacemente due spazi e permettendogli di attaccare i suoi bersagli all'istante. Inoltre, Charles può sparare esplosioni magiche attraverso i suoi portali.

## Altri personaggi
Regro Burnedead (レグロ・バーンデッド?, Reguro Bāndeddo)
Doppiato da: Chō, Sora Handa (da bambino), Rena Okiebisu (da ragazzo) (ed. giapponese), Marco Balzarotti, Giuliana Atepi (da bambino) e Sebastiano Tamburrini (da ragazzo) (ed. italiana)
Il nonno adottivo di Mash, che è un utilizzatore di magia con una linea singola, ma ha cercato di allevare Mash come meglio poteva, nella foresta lontano dalle persone, in modo che non fosse perseguitato.
Brad Coleman (レブラッド コールマン?, Buraddo Kōruman)
Doppiato da: Katsuyuki Konishi (ed. giapponese), Gianluca Iacono (ed. italiana)
Un agente di polizia che per primo ha scoperto Mash e ha tentato di catturarlo, ma è stato sconfitto da lui. In seguito a questo, ha fatto un patto con Mash, dandogli un voto falso e aiutandolo a iscriversi alla Easton, affinché Mash diventasse un Illuminato Divino. Brad è un poliziotto leggermente corrotto che abusa dei criminali come sollievo dallo stress, a causa del suo odio per le scartoffie.
Meliadoul Amy (レメリアドール・エイミー?, Meriadōru Eimī)
Una dei maghi viventi più anziani e forti, che un tempo era una studentessa di Adam Jobs, insieme a Innocent Zero e Wahlberg. La sua magia unica consente il rafforzamento a livello cellulare, nonché la guarigione, garantendole anche forza fisica e velocità vicine a Mash o Doom. È una persona allegra, ma severa, che ha lavorato fino all'osso con Mash per prepararlo alla lotta contro Innocent Zero.
Adam Jobs (アダム・ジョブズ?, Adamu Jobuzu)
Doppiato da: Toshihiko Seki (ed. giapponese), Patrizio Prata (ed. italiana)
Il maestro di Wahlberg, Meliadoul e Innocent Zero. Si dice che sia l'architetto di quello che sarebbe diventato il sistema degli Illuminati Divini e il fondatore del Consiglio della Magia. L'attuale società dei maghi è stata costruita da lui. Ebbe una vasta influenza sulla comunità, ma i suoi ultimi anni furono trascorsi nell'assistenza pubblica di coloro che non erano in grado di usare la magia. La sua magia personale gli permette di manipolare l'oscurità che riporta nel vuoto tutto ciò che colpisce, cancellando di fatto i suoi bersagli dall'esistenza.